# Dobanovci

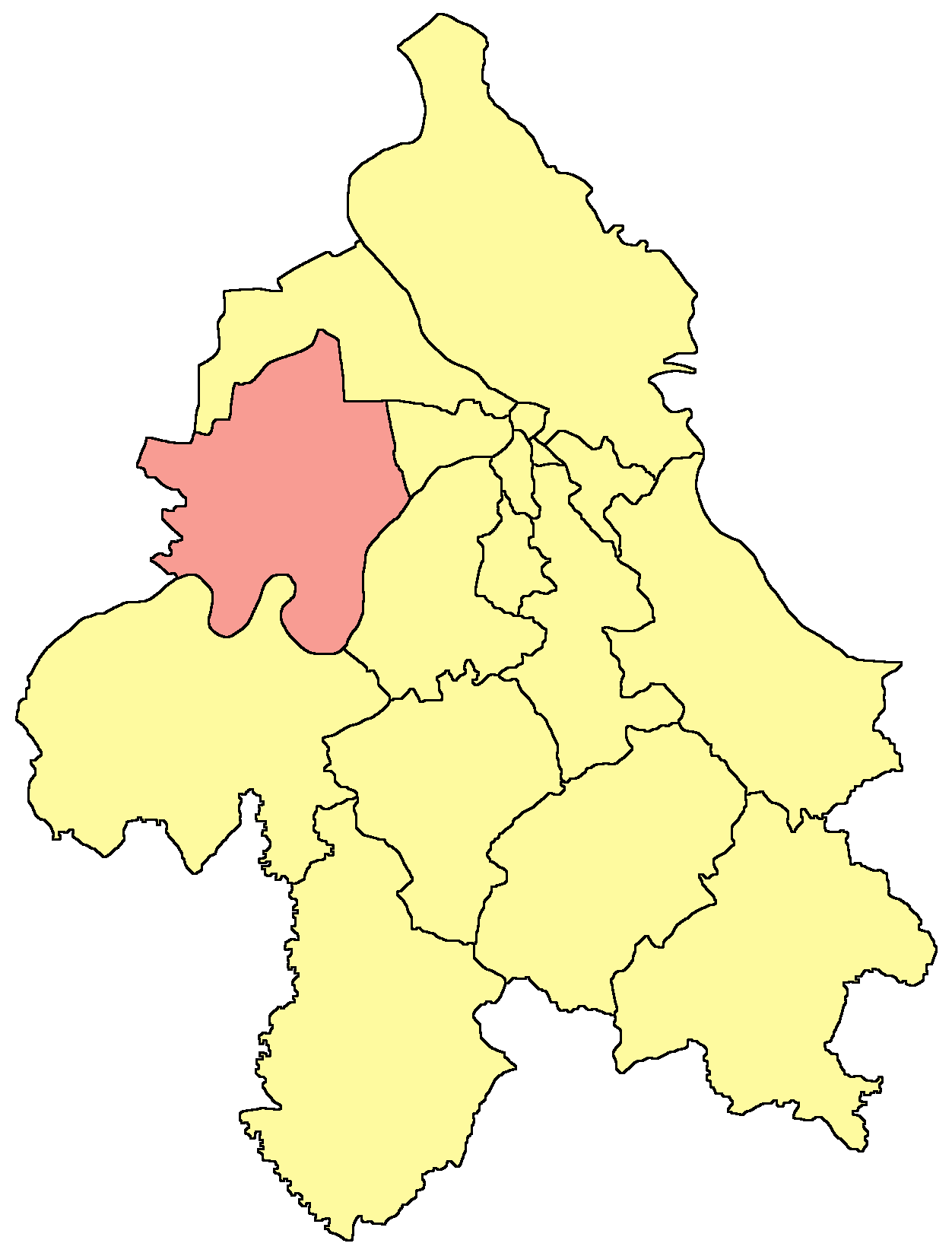
Localisation de la municipalité de Surčin dans la Ville de Belgrade

Dobanovci (en serbe cyrillique : Добановци) est une ville située en Serbie dans la municipalité de Surčin et sur le territoire de la Ville de Belgrade. Au recensement de 2011, elle comptait 7 928 habitants.
La ville de Dobanovci est située à 25 km à l’ouest du centre de Belgrade intra muros.

## Géographie
Dobanovci est situé à l'est de la région de Syrmie. La ville se trouve entre l'autoroute Belgrade-Zagreb et le cours canalisé de la Galovica. Elle est située à 6 km de Surčin et à l'extrême nord de la municipalité, à proximité de sa frontière avec la municipalité de Zemun.

## Histoire
Dobanovci est mentionné pour la première fois en 1404, dans une liste d’imposition et la localité fut reconnue officiellement au XVIIIe siècle. Selon toute apparence, le nom de la ville provient du titre de ban, comme celui des localités voisines de Novi Banovci et de Stari Banovci, toutes deux situées dans la province autonome de Voïvodine.
Jusqu'au début des années 1960, Dobanovci possédait sa propre municipalité ; cette municipalité fut par la suite intégrée dans celle de Surčin.

## Démographie

### Évolution historique de la population
| 1948  | 1953  | 1961  | 1971  | 1981  | 1991  | 2002  | 2011  |
| ----- | ----- | ----- | ----- | ----- | ----- | ----- | ----- |
| 3 840 | 3 519 | 5 005 | 6 717 | 7 592 | 7 966 | 8 128 | 7 928 |

|  |

## Économie
Comme nombre des anciens faubourgs ruraux de Belgrade, Dobanovci a développé une agriculture principalement fondée sur la culture des légumes sous serre. Dans les dernières décennies, l'industrie s'y est développée (chaussures, industrie agro-alimentaires, briqueteries). Dubanovci possède également des ateliers de réparation pour les tracteurs et les machines agricoles.
La ville de Dobanovci constitue un important nœud de communication. Elle est située sur la route européenne E70 et sur le chemin du futur périphérique de Belgrade..